# سموع (إربد)
سموع قرية أردنية تقع في شمال الأردن في لواء الكورة ضمن محافظة إربد. يبلغ عدد سكانها أكثر من 8000 نسمة.[بحاجة لمصدر] تتبع قرية سموع لبلدية رابية الكورة والتي تضم أيضا قرى: كفر كيفيا ، زمال ، جنين الصفا وارخيم.